# Short track ai XXI Giochi olimpici invernali - 3000 m staffetta femminile
La gara dei 3000 m staffetta femminile di short track dei XXI Giochi olimpici invernali si è svolta il 13 febbraio (con le semifinali) e il 24 febbraio 2010 (con le finali) al Pacific Coliseum. La squadra vincitrice è stata la Cina, che ha stabilito il nuovo record mondiale; la Corea del Sud, vincitrice delle ultime quattro edizioni dei Giochi, arrivata prima, è stata squalificata per aver ostacolato la Cina.

## Risultati

### Semifinali
Le prime due classificate di ogni semifinale si sono qualificate per la finale A, le altre due per la finale B.

#### Semifinale 1
| Pos. | Nazione       | Nomi                                                          | Tempo    |
| ---- | ------------- | ------------------------------------------------------------- | -------- |
| 1    | Corea del Sud | Cho Ha-ri Kim Min-yung Lee Eun-byeol Park Seung-hi            | 4'10"753 |
| 2    | Stati Uniti   | Kimberley Derrick Alyson Dudek Lana Gehring Katherine Reutter | 4'15"376 |
| 3    | Paesi Bassi   | Liesbeth Mau Asam Jorien ter Mors Annita van Doorn Maaike Vos | 4'16"520 |
| 4    | Italia        | Arianna Fontana Cecilia Maffei Martina Valcepina Katia Zini   | 4'23"950 |

#### Semifinale 2
| Pos. | Nazione  | Nomi                                                          | Tempo    |
| ---- | -------- | ------------------------------------------------------------- | -------- |
| 1    | Cina     | Sun Linlin Wang Meng Zhang Hui Zhou Yang                      | 4'08"797 |
| 2    | Canada   | Jessica Gregg Kalyna Roberge Marianne St-Gelais Tania Vincent | 4'11"476 |
| 3    | Giappone | Ayuko Ito Mika Ozawa Yui Sakai Biba Sakurai                   | 4'13"752 |
| 4    | Ungheria | Rozsa Darazs Bernadett Heidum Erika Huszar Andrea Keszler     | 4'17"487 |

### Finali

#### Finale A
| Pos. | Nazione       | Nomi                                                         | Tempo        |
| ---- | ------------- | ------------------------------------------------------------ | ------------ |
|      | Cina          | Sun Linlin Wang Meng Zhang Hui Zhou Yang                     | 4'06"610     |
|      | Canada        | Jessica Gregg Kalyna Roberge Marianne St-Gelais Tania Vicent | 4'09"137     |
|      | Stati Uniti   | Allison Baver Alyson Dudek Lana Gehring Katherine Reutter    | 4'14"081     |
|      | Corea del Sud | Cho Ha-Ri Kim Min-Jung Lee Eun-byeol Park Seung-Hi           | squalificate |

#### Finale B
| Pos. | Nazione     | Nomi                                                          | Tempo    |
| ---- | ----------- | ------------------------------------------------------------- | -------- |
| 4    | Paesi Bassi | Sanne van Kerkhof Jorien ter Mors Annita van Doorn Maaike Vos | 4'16"120 |
| 5    | Ungheria    | Rózsa Darázs Bernadett Heidum Erika Huszár Andrea Keszler     | 4'17"937 |
| 6    | Italia      | Lucia Peretti Cecilia Maffei Martina Valcepina Katia Zini     | 4'18"559 |
| 7    | Giappone    | Ayuko Ito Hiroko Sadakane Yui Sakai Biba Sakurai              | 4'28"745 |